# John Mbiti
John Samuel Mbiti (* 30. November 1931 in Mulango, Kenia; † 5. Oktober 2019 in Burgdorf BE, Schweiz) war ein kenianischer anglikanischer Priester und Religionsphilosoph mit Lehrtätigkeiten an verschiedenen Universitäten weltweit, einer umfangreichen Publikationstätigkeit und emeritierter Professor der Universität Bern. Er gehörte der Ethnie der Akamba (auch Kamba) an. Mbiti vertrat eine ethnophilosophische Schule  und christliche Theologie und er gilt als  „Vater der modernen afrikanischen Theologie“. Er lebte im Ruhestand als Gemeindepfarrer und beauftragter Theologieprofessor in Burgdorf in der Schweiz.

## Leben

### Familie
John S. Mbiti wurde als erstes von sechs Kindern in Mulango bei Kitui in Kenia geboren. Seine Eltern waren Samuel Mutuvi Ngaangi (1899–1993) und Velesi Mbandi Mutuvi (1908–2010). Beide gehörten der Volksgruppe der Kamba an. Der Vater war von Beruf Bauer und Geschäftsmann, die Mutter war Hausfrau. John wuchs in einer pastoralen Umgebung östlich von Nairobi auf, ein naturverbundenes Kinderleben, das seine große Neugier weckte und seinen Geist schärfte. Mbiti selbst misst diesem Hintergrund große Bedeutung für sein Werk bei.
Bei einem späteren Studienaufenthalt in Cambridge begegnete Mbiti einer Schweizer Sprachstudentin, mit der er ab 1965 verheiratet war. Er hatte mit ihr, der Sprachlehrerin Verena Mbiti-Siegenthaler, vier Kinder. Der Lebensmittelpunkt der Familie ist die Schweiz, aber sie hat weiterhin starke Bindungen zu Mbitis Heimatland Kenia.
Der polyglotte Mbiti sprach neben seiner Muttersprache Kiikamba und den beiden Amtssprachen Kenias (Kiswahili und Englisch) auch Deutsch. Weiterhin sprach er Französisch, Kikuyu und las Griechisch und Latein.

### Schule
Mbiti durchlief die Missionskinderschule (Elementary School) in Mulango in drei statt in sechs Jahren. Danach musste er täglich fünf Kilometer in die Grundschule des Städtchens Kitui laufen.
1946–1949 war er Schüler der berühmten, bei Nairobi gelegenen, protestantischen Alliance High School, die viele führende Persönlichkeiten des Landes hervorgebracht hat.
Hier begann 1954 seine schriftstellerische Tätigkeit‚ und das East African Literature Bureau in Nairobi veröffentlichte eine erste Erzählung in seiner Muttersprache Kiikamba mit dem Titel „Mutunga Na Ngewa Yake“ (Mutunga und seine Geschichte). Das Manuskript einer längeren Erzählung ging durch die Schuld der mit der Veröffentlichung betrauten Missionare verloren.

### Studium
Nach dem Abitur ging John Mbiti 1950 ans Makerere University College in Kampala, das damals die intellektuelle Elite des anglophonen Afrika ausbildete. Er studierte Anglistik und Geographie, belegte aber auch Kurse in Ökonomie, Geschichte, Soziologie und Kunst. Er engagierte sich stark im Gemeinschaftsleben der christlichen Studentenschaft und hat in dieser Zeit auch den inneren Ruf, Priester zu werden, empfangen. Ein Studiengang in Theologie wurde zu jener Zeit in Makerere nicht angeboten.
Als einer der ersten Studenten erhielt Mbiti 1953 dort den akademischen Grad eines B.A. und unterrichtete daraufhin für ein halbes Jahr an seiner ersten Schule in Mulango. Während dieser Zeit (1954) legte er den Grundstein für eine lebenslange Begeisterung, das Sammeln traditioneller Erzählungen, Märchen, Sprichwörter und Redewendungen.
In den USA – am heute aufgelösten Barrington College in Barrington – studierte er Theologie. Im Jahr 1956 erhielt er den akademischen Grad eines A.B. (Arts Baccalaureate) und 1957 den Grad eines Th.B. (Bachelor of Theologie).
Ab 1960 studierte er an der University of Cambridge Theologie, wo er 1963 mit der neutestamentlichen, im Jahr 1971 veröffentlichten, Dissertation „Christian Eschatology in Relation to Evangelization of Tribal Africa“ promoviert wurde. Im Jahr seiner Promotion 1963 wurde Mbiti auch zum anglikanischen Priester geweiht.

### Tätigkeiten
Mbiti lehrte als Gastprofessor an verschiedenen Universitäten in Afrika, Europa, den Vereinigten Staaten und Kanada. Ab 1957, zurück in Kenia, arbeitete er zunächst im Lehrerseminar (Teachers’ Training College) von Kangundo und übernahm auch regelmäßige Predigtdienste. 1959 nahm er eine Einladung zur „William Paton Lectureship“ nach Birmingham, England, an, wo er bis 1960 als Gastdozent am Selly Oak College lehrte. Weiterhin lehrte er an der Harvard University und an der Universität Bayreuth, der Universität Genf, der Universität Zürich u. a. Außerdem hielt er zahlreiche Vorträge und gab Seminare in vielen Ländern der Erde.
Nach seiner Promotion in England (1963) arbeitete Mbiti für anderthalb Jahre in St Albans in der Nähe von London als Gemeindepfarrer der St.-Michael-Gemeinde. Zunächst ab 1964 als Dozent und ab 1968 als Professor lehrte er an der Makerere-Universität, Kampala, Uganda, Neues Testament, Religionswissenschaft und Theologie. Außerdem half er als Studentenpfarrer. Von 1974 bis 1980 arbeitete Mbiti als Professur und Direktor des Ökumenischen Instituts Bossey, einer Einrichtung des Ökumenischen Rates der Kirchen, in Bogis-Bossey, Céligny (Schweiz).
Von 1981 bis zu seiner Pensionierung 1996 hatte Mbiti eine Vollzeitpfarrstelle der Schweizer Reformierten Kirchen in der Kirchengemeinde in Burgdorf im Kanton Bern inne und arbeitete bis 2003 als Lehrbeauftragter-Professor für Missionswissenschaft und außereuropäische Theologie an der Universität Bern.

## Werk
Das Werk Mbitis greift weit aus und behandelt vorzugsweise Philosophie und theologische Aspekte, aber auch Volkskundliches wie einheimische Erzählungen, afrikanische Sprichwörter, Oralliteratur oder Gedichte. Mbitis Arbeits- und Forschungsschwerpunkte sind Ökumene, Missionswissenschaft, Theologie und das Christentum in Afrika und Asien oder Religionswissenschaft in Afrika, wie z. B. „Familien-Christologie“.
Über sein Werk sagt der Heidelberger Professor für Religionsgeschichte und Missionswissenschaft Theo Sundermeier: „Mbiti hat unerlässliche Nachschlagwerke mit hohem Informationswert geschaffen. Wenn er beweisen wollte, dass man in Afrika keinen niedrigen, minderwertigen Gottesbegriff hatte, dann ist ihm das fraglos gelungen.“
Sein wegweisendes Werk ist das 1969 auf Englisch unter dem Titel African Religions and Philosophy (Afrikanische Religion und Weltanschauung, Berlin 1974) erschienene Buch. Hierin belegt er erstmals und aufgrund umfangreicher Feldstudien in ganz Afrika, dass der übliche und vorurteilsbeladene Vorwurf im christlichen Verständnis, Afrikas Glauben sei „dämonisch und anti-christlich“, unzutreffend sei. Sein eigener primär christlicher Blickwinkel auf die traditionellen afrikanischen Religionen wird ihm gelegentlich vorgeworfen. Das Buch wurde aus dem Englischen in viele Sprachen übersetzt: in Deutsch, Französisch, Italienisch, Polnisch, Spanisch, Japanisch und Koreanisch.

## Theologische Grundaussagen
Ab 1960 setzte sich Mbiti in seinen Schriften und Lesungen dafür ein, dass der Beziehung zwischen dem christlichen Evangelium einerseits und der afrikanischen Kultur und traditionellen Religion andererseits mehr Aufmerksamkeit geschenkt würde. Er vertrat den Standpunkt, dass Afrika die Botschaft des Evangeliums bezüglich der individuellen Freude und Spiritualität widerspiegle und damit Hoffnung, Heilung und Gewissheit für das Wohlergehen von Individuen, Gesellschaft und Land bereithalte. Dabei betont er in der Entwicklung der Theologie und dem alltäglichen Leben eines Christen besonders den Stellenwert und den Platz der Bibel.
Mbitis hauptsächlicher Anstoß und Beitrag in seinen Publikationen und seiner Lehre vollzog sich immer im Rahmen des afrikanischen Erbes sowie der biblischen, ökumenischen und interreligiösen Erkenntnisse. Er schreibt, dass die Bibel der Führer und das unentbehrliche Werkzeug für theologische Reflexion und ihren Ausdruck sind. Die Bevölkerung Afrikas hält er in Einstellung und Praxis für weithin und tief verbunden mit der Religion. Er betrachtet die theologische Aufgabe in Afrika als enorm und meint, die Theologen könnten sie am besten meistern, indem sie sich nach dem Sprichwort richteten: „Kein Mensch kann allein einen Baobab-Baum umfassen“.

## Ehrungen
Aufgrund seiner hohen akademischen Leistungen im Bereich der Theologie und Religionswissenschaft erhielt er viermal die Ehrendoktorwürde und den «Peace with Justice Award» der anglikanischen Kirche von Südafrika:
- 1973: Doctor of Humane Letters LHD h. c. vom Barrington College (USA)
- 1990: Dr. Theol. (h. c.) von der Universität Lausanne, Lausanne (Schweiz)
- 1997: Divinitatis Doctorum (D.D.) h. c. vom General Theological Seminary, New York (USA)
- 2004: Divinitatis Doctorum (D.D.) h. c. von der Colgate University, New York (USA)
- 2016 verlieh ihm der Primas der anglikanischen Kirche von Südafrika, Erzbischof Thabo Cecil Makgoba, für sein Engagement für das friedliche Zusammenleben von Menschen unterschiedlichster Kultur den «Peace with Justice Award».

## Publikationen
Neben den unten aufgeführten Titeln (gelistet nach dem Ersterscheinungsjahr) hat Mbiti mehr als 400 kleinere Arbeiten veröffentlicht, darunter Artikel, Essays, Gedichte, Radiobeiträge und Rezensionen.

### Autor
- Mutunga Na Ngewa Yake. (Mutunga und sein Geschichte; eine Erzählung in Kiikamba, Mbitis Muttersprache.) Nelson/East African Literature Bureau, London/Nairobi 1954 (Mehrere Neuauflagen).
- Kithamani kya uthwii. East African Literature Bureau, Nairobi 1954. (Gekürzte Übersetzung von Robert L. Stevensons „Schatzinsel“ in Kiikamba.)
- English-Kamba Vocabulary. East African Literature Bureau, Nairobi 1959. (21981).
- The People of God. World Student Christian Federation, Genf 1962.
- Der Wanderer von Land Zu Land. (Ins Deutsche übersetzt von Dore Marx and Peter Sulzer.) Schweizerischer Evangelischer Missionsrat, Zürich 1963.
- Akamba Stories. Oxford Library of African Literature. Oxford University Press, Oxford 1966, ISBN 0-19-815120-9.
- Afrikanische Religion und Weltanschauung. Walter de Gruyter, Berlin 1974. (Engl.: African Religions and Philosophy. African Writers Series. Heinemann Educational Books, 1969 (21990), ISBN 0-435-89591-5.)
- Poems of Nature and Faith. East African Publishing House, Nairobi 1969.
- Concepts of God in Africa. Praeger/SPCK (Society for Promoting Christian Knowledge)/Acton Publishers, New York/London/Nairobi, 1970, ISBN 0-281-02347-6. (22010).
- New Testament Eschatology in an African Background: A Study of the Encounter between New Testament Theology and African Traditional Concepts. Oxford University Press/SPCK, Oxford/London 1971. (21978).
- The Crisis of Mission in Africa. Church of Uganda Press, Mukono-Kampala 1971.
- The Voice of Nine Bible Trees. Uganda: Church of Uganda, Mukono-Kampala 1972. (als Fortsetzung auf Deutsch in „Die Gemeinde“, Nr. 31–39, 1983.)
- Love and marriage in Africa. Longman, London 1973.
- Death and the Hereafter in the Light of Christianity and African Religion. Antritts- und Abschiedsvorlesung. Makerere University, Kampala 1974.
- The Prayers of African Religion. SPCK, London 1975, ISBN 0-281-02871-0.
- Introduction to African Religion. Heinemann Educational Books, London 1975, ISBN 0-435-94002-3. (21991).
- Prayer and Spirituality in African Religion. Charles Strong Memorial Lecture, Australia August 1978. Bedford Park: Australian Association for the Study of Religions, at Sturt College of Advanced Education, 1978.
- Bibel und Theologie im afrikanischen Christentum. Vandenhoeck & Ruprecht, Göttingen 1987, ISBN 0-19-572593-X. (Engl.: Bible and Theology in African Christianity. Oxford University Press, 1986.)
- Übersetzung des griechischen Neuen Testamentes in Kiikamba, seine Muttersprache, in 2009. Veröffentlicht 2015.
- "Concepts of God in Africa" 2. und vergrösserte Auflage, Acton Press, Nairobi 2012, ISBN 9966-888-31-4.
- "Weteelete Ndakusaa." Vide-Muwa Publishers, Nairobi 2012, ISBN 9966-773-90-8.

### Herausgeber
- African and Asian Contributions to Contemporary Theology. Report of Consultation held at the World Council of Churches Ecumenical Institute Bossey, 8–14 June 1976. Ökumenisches Institut Bossey, Céligny/Genf 1976.
- Confessing Christ in Different Cultures. Report of a Colloquium held at the Ecumenical Institute, Bossey, 2.–8. Juli 1977. Ökumenisches Institut Bossey, Céligny/Genf 1977.
- Indigenous Theology and the Universal Church. Report of the consultation of the same title 16–22 June 1978. Ökumenisches Institut Bossey, Céligny/Genf 1978.
- Christian and Jewish dialogue on Man. Report of the Jewish and Christian study seminar at the Ecumenical Institute Bossey, 12–16 March 1978. Ökumenisches Institut Bossey, Céligny/Genf 1980.
- Mit Erwin Fahlbusch, Jan Milič Lochman, Jaroslav Pelikan und Lukas Vischer: Evangelisches Kirchenlexikon. Vandenhoeck & Ruprecht, Göttingen, 5 Bände 1986–1997. (Englische Übersetzung: William B. Eerdmans: The Encyclopedia of Christianity. Grand Rapids, USA, 5 Bände ab 1999.)
- African Proverbs. University of South Africa (UNISA Press), Pretoria (Südafrika), 5 Bände 1997.
- Mit Mutua Mulonzya: Ngaeka Waeka: Anthology of Kiikamba Poems (Myali ya Kiikamba). Akamba Cultural Trust, Nairobi 2010.